# Kamsanahalli, Madhugiri
Kamsanahalli là một làng thuộc tehsil Madhugiri, huyện Tumkur, bang Karnataka, Ấn Độ.